# Castillo de Zuheros
El castillo de Zuheros es una estructura fortificada ubicada en el municipio de Zuheros (Córdoba, España). Está situado en la cima de un risco como parte del casco urbano. Sus vistas son destacables hacia la comarca de la Subbética y el castillo puede observarse desde la Vía Verde de la Subbética.

## Historia
Se cree que su construcción se realizó durante la dominación musulmana en el siglo IX, cuyo nombre sería Sujayra que derivaría en el nombre de Zuheros, aunque es difícil de discernir por las sucesivas reformas a lo largo de la historia. De época de al-Ándalus todavía se conserva el aljibe islámico, que fue reaprovechado por los almohades que levantan un torreón prismático y el recinto amurallado.
La Corona de Castilla se hizo con la fortaleza tras la conquista por Fernando III en 1240, por lo que artísticamente es un claro ejemplo de fortaleza medieval de mediados del siglo XII, del que data por ejemplo el torreón. El monarca entregó la fortaleza a su esposa Juana de Ponthieu, quien más tarde la cedió a la Orden de Calatrava en 1252. Alfonso X lo cedió al infante Juan de Castilla, aunque Sancho IV lo traspasó al concejo de Córdoba en 1293. La Casa de los Donceles consiguió su propiedad en el siglo XV, e iniciaron un mayorazgo que participó tanto en la Batalla de Lucena como en la Toma de Granada contra el Reino nazarí de Granada.
Debido a que los musulmanes ya no eran una amenaza, durante el siglo XVI se construyó en el lugar el palacio de los señores de Zuheros en estilo renacentista, modificando la entrada y la estructura del edificio, obra de Hernán Ruiz.
La fortaleza pasa en el siglo XVIII a los marqueses de Algarinejo, quienes no solían habitar el castillo y este cayó en abandono y en el siglo XVIII se convierte en cantera, aprovechando sus materiales para la construcción de nuevas viviendas. En 1760 la torre mayor se convierte en torre del Reloj, que fue restaurada en 1960.